# Allendale (Nova Jérsei)
Allendale é um distrito localizado no estado americano de Nova Jérsei, no Condado de Bergen.

## Demografia
Segundo o censo americano de 2000, a sua população era de 6699 habitantes. 
Em 2006, foi estimada uma população de 6713, um aumento de 14 (0.2%).

## Geografia
De acordo com o United States Census Bureau tem uma área de 
8,2 km², dos quais 8,1 km² cobertos por terra e 0,1 km² cobertos por água.

## Localidades na vizinhança
O diagrama seguinte representa as localidades num raio de 4 km ao redor de Allendale. 